# باربرا شارما
باربرا شارما (بالإنجليزية: Barbara Sharma)‏ هي ممثلة أمريكية، ولدت في 14 سبتمبر 1942 في دالاس في الولايات المتحدة.

## وصلات خارجية
- باربرا شارما على موقع IMDb (الإنجليزية)
- باربرا شارما على موقع ألو سيني (الفرنسية)
- باربرا شارما على موقع قاعدة بيانات برودواي على الإنترنت (الإنجليزية)
- باربرا شارما على موقع كينوبويسك (الروسية)